# وادي اللبن (واد الجمعة)
وادي اللبن هي إحدى مشيخات المملكة المغربية، تتبع جغرافيا لإقليم تاونات وإداريًا لواد الجمعة. يقدر عدد سكانها بـ 5023 نسمة حسب الإحصاء الرسمي للسكان والسكنى لسنة 2004.